# Cuarny
Cuarny (toponimo francese) è un comune svizzero di 238 abitanti del Canton Vaud, nel distretto del Jura-Nord vaudois.

## Storia
Nel 1964 Cuarny ha inglobato la località di La Grand-Fin, fino ad allora frazione di Pomy.

### Simboli
Lo stemma, adottato nel 1928, fa riferimento al gas infiammabile che fuoriesce dal suolo comunale, mentre le civette ricordano il soprannome anticamente dato agli abitanti del paese.

## Monumenti e luoghi d'interesse

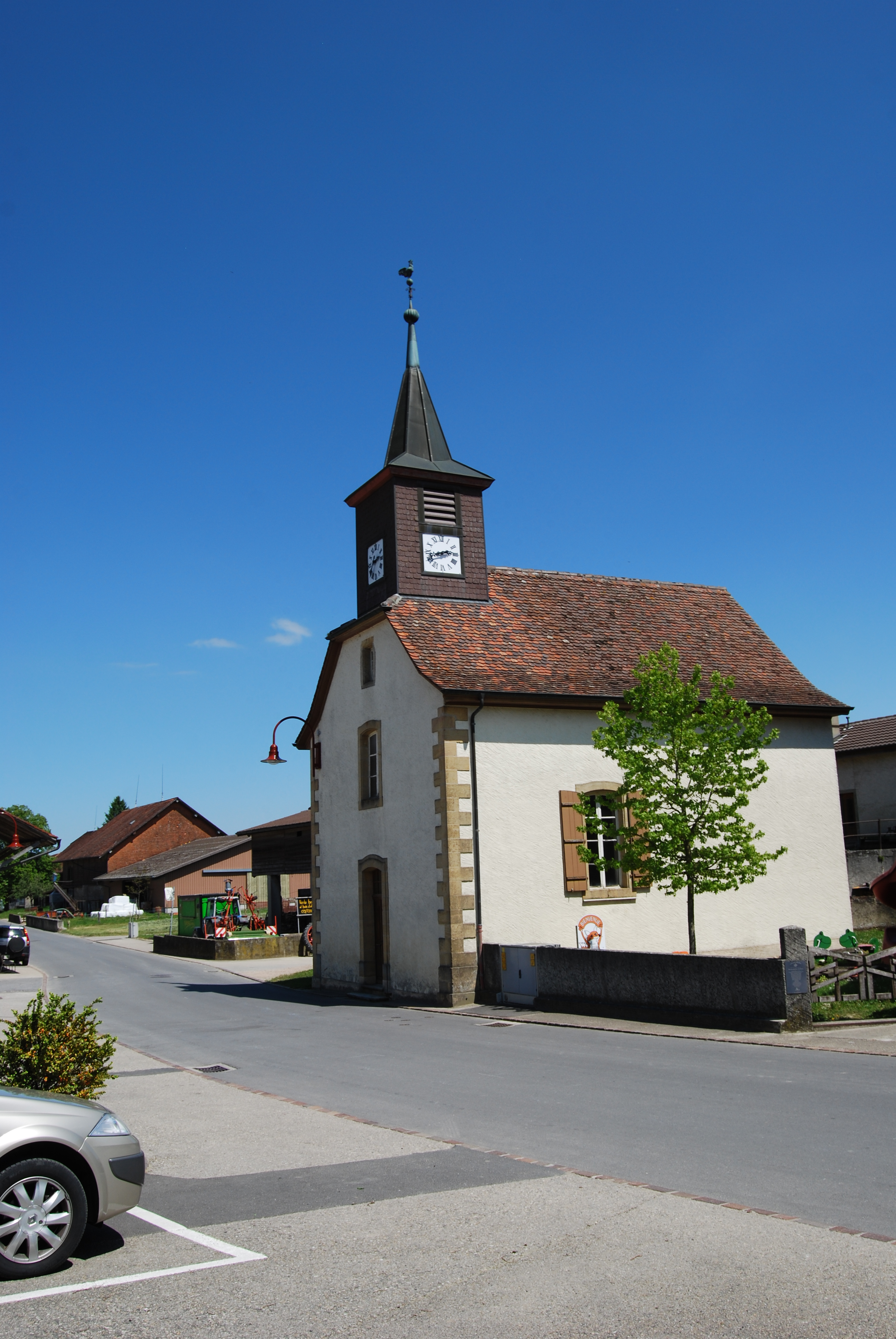
La chiesa di San Lorenzo

- Chiesa riformata di San Lorenzo, attestata dal 1325 e ricostruita nel 1763[1].

## Società

### Evoluzione demografica
L'evoluzione demografica è riportata nella seguente tabella:
Abitanti censiti

## Amministrazione
Ogni famiglia originaria del luogo fa parte del cosiddetto comune patriziale e ha la responsabilità della manutenzione di ogni bene ricadente all'interno dei confini del comune.